# Bridgeport (Pennsylvanie)
Pour les articles homonymes, voir Bridgeport.
Bridgeport est un borough du comté de Montgomery en Pennsylvanie, aux États-Unis. Le borough se situe approximativement à 29 km au nord de Philadelphie sur la Schuylkill River. Selon le recensement de 2020, sa population est de 5 015 habitants.

## Démographie
Selon le recensement de 2020, la population de Bridgeport est de 5 015 habitants.

## Histoire
En 1777, pendant la guerre d'indépendance américaine, le général George Washington et l'armée continentale, en route vers leur campement d'hiver à Valley Forge, passèrent par Bridgeport.

## Galerie

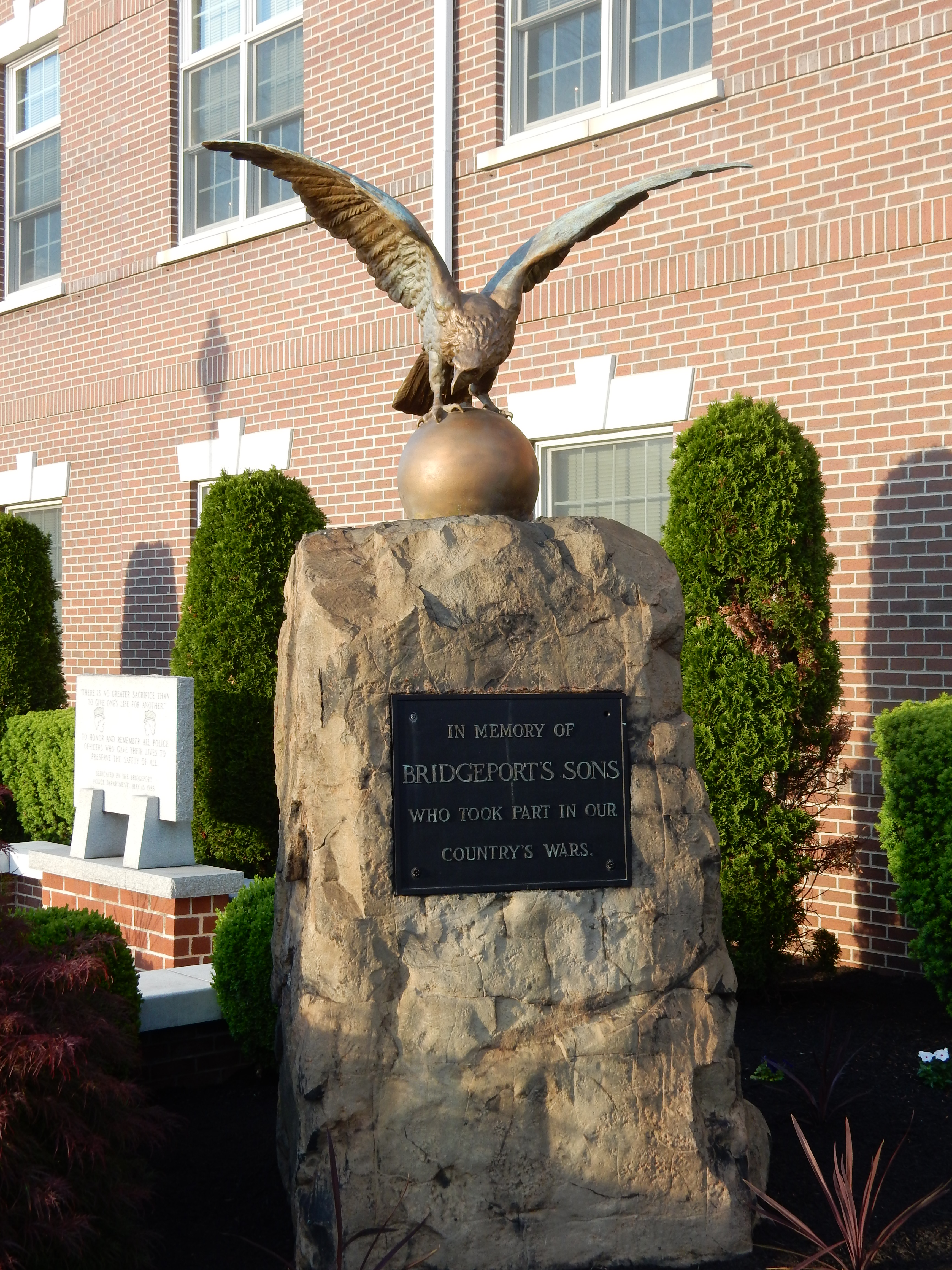
War Memorial near Borough Hall.
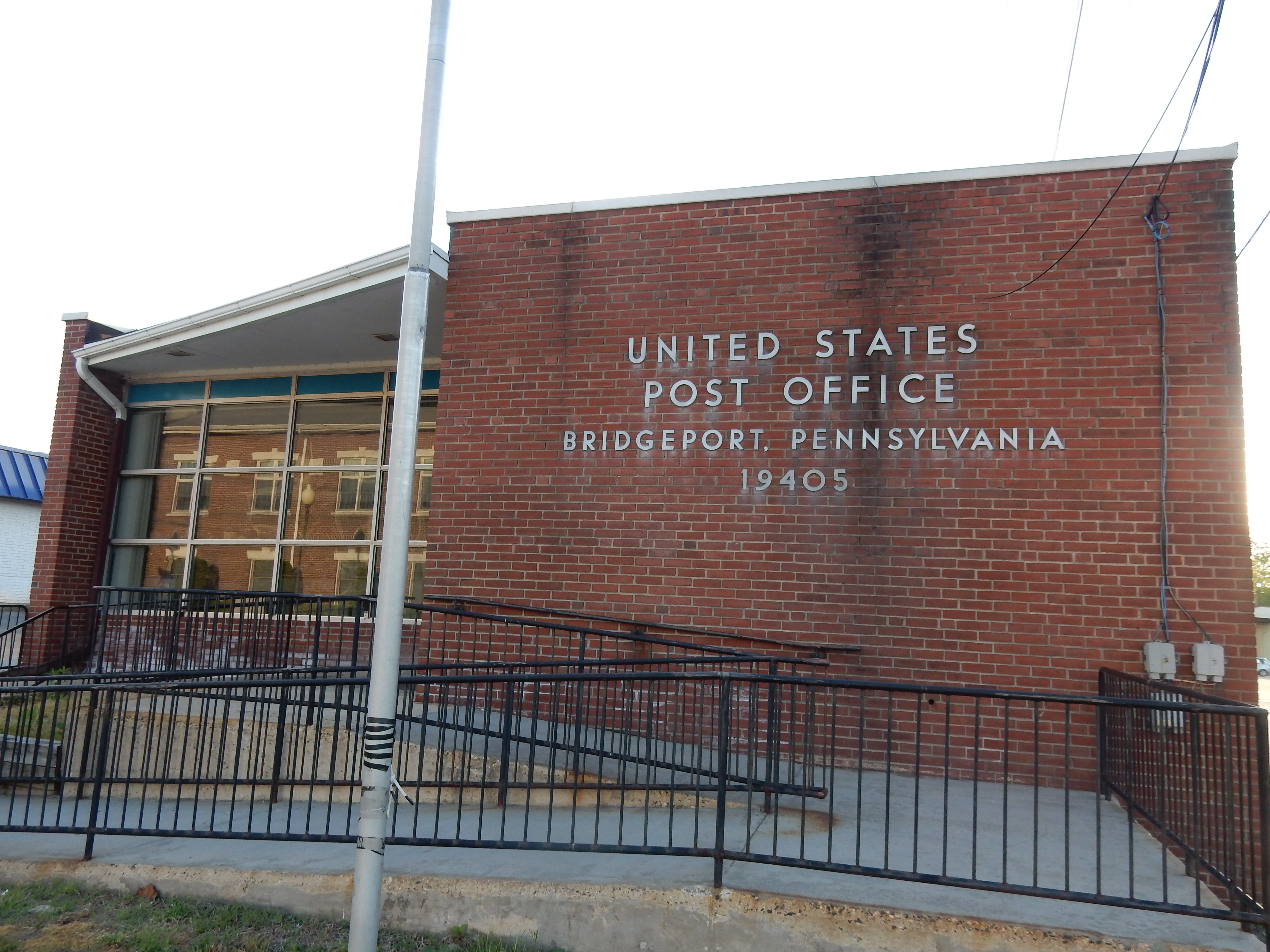
Bridgeport Post Office.
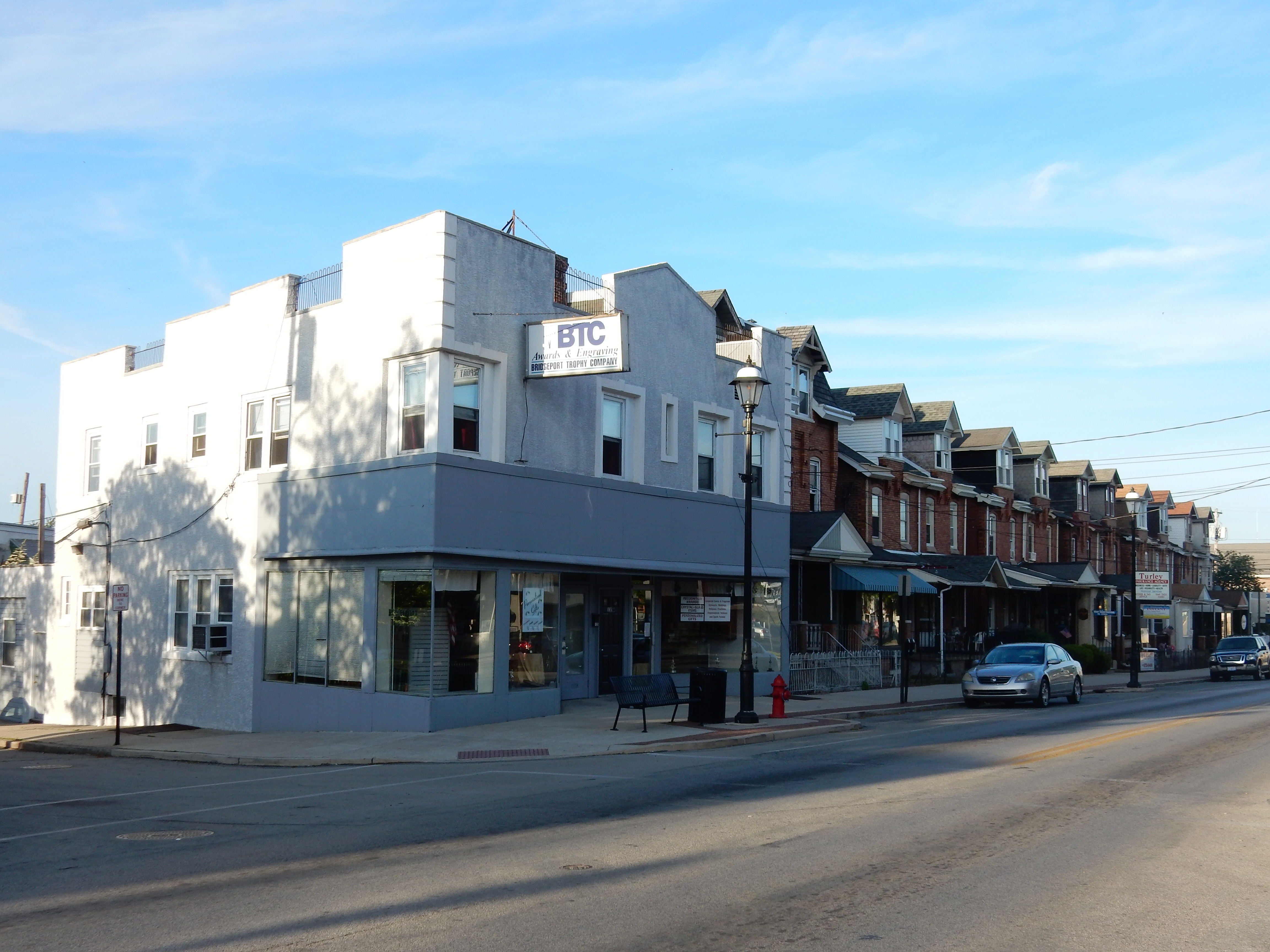
Bridgeport. West 4th Street.
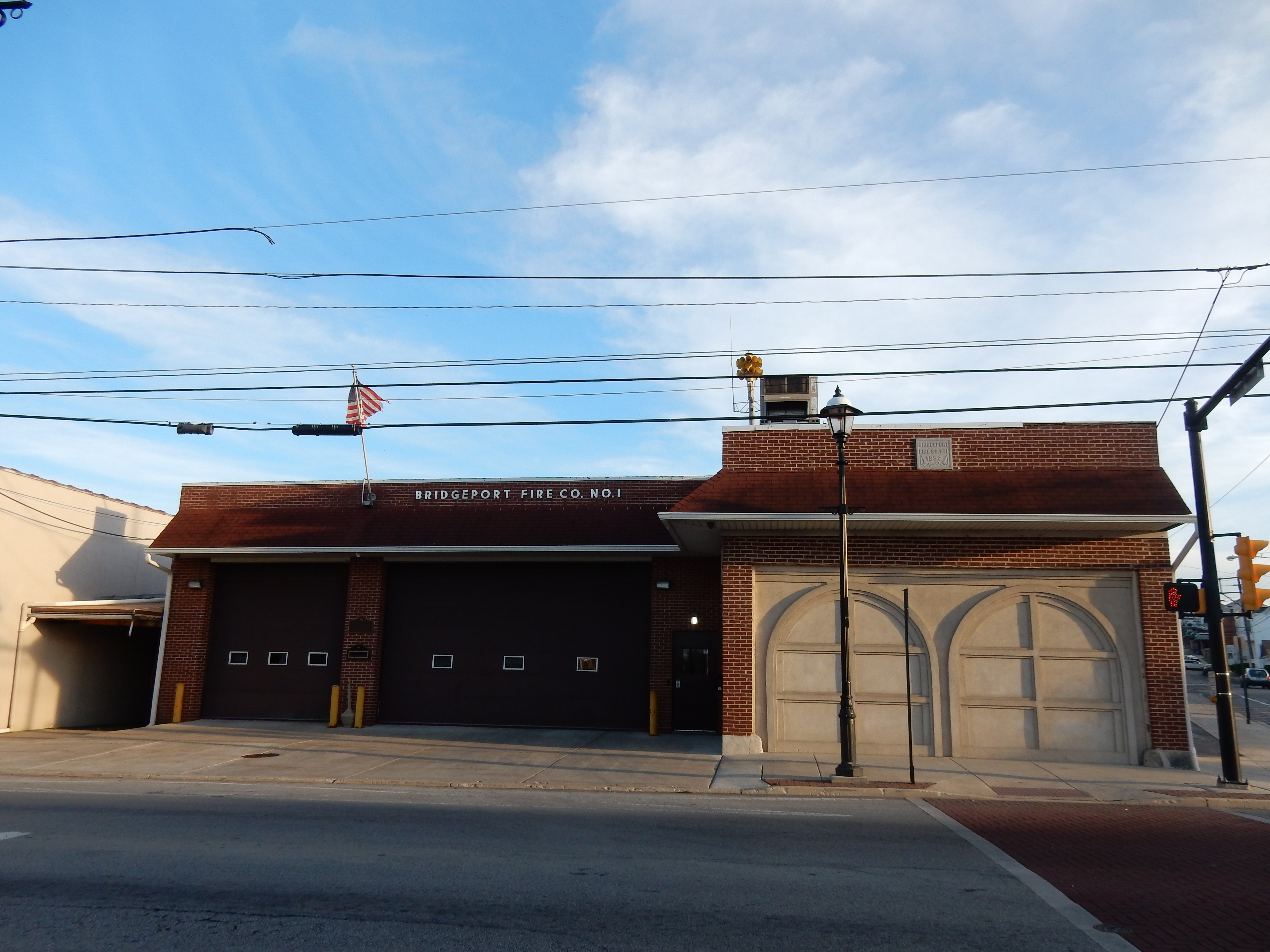
Bridgeport Fire Co No 1.
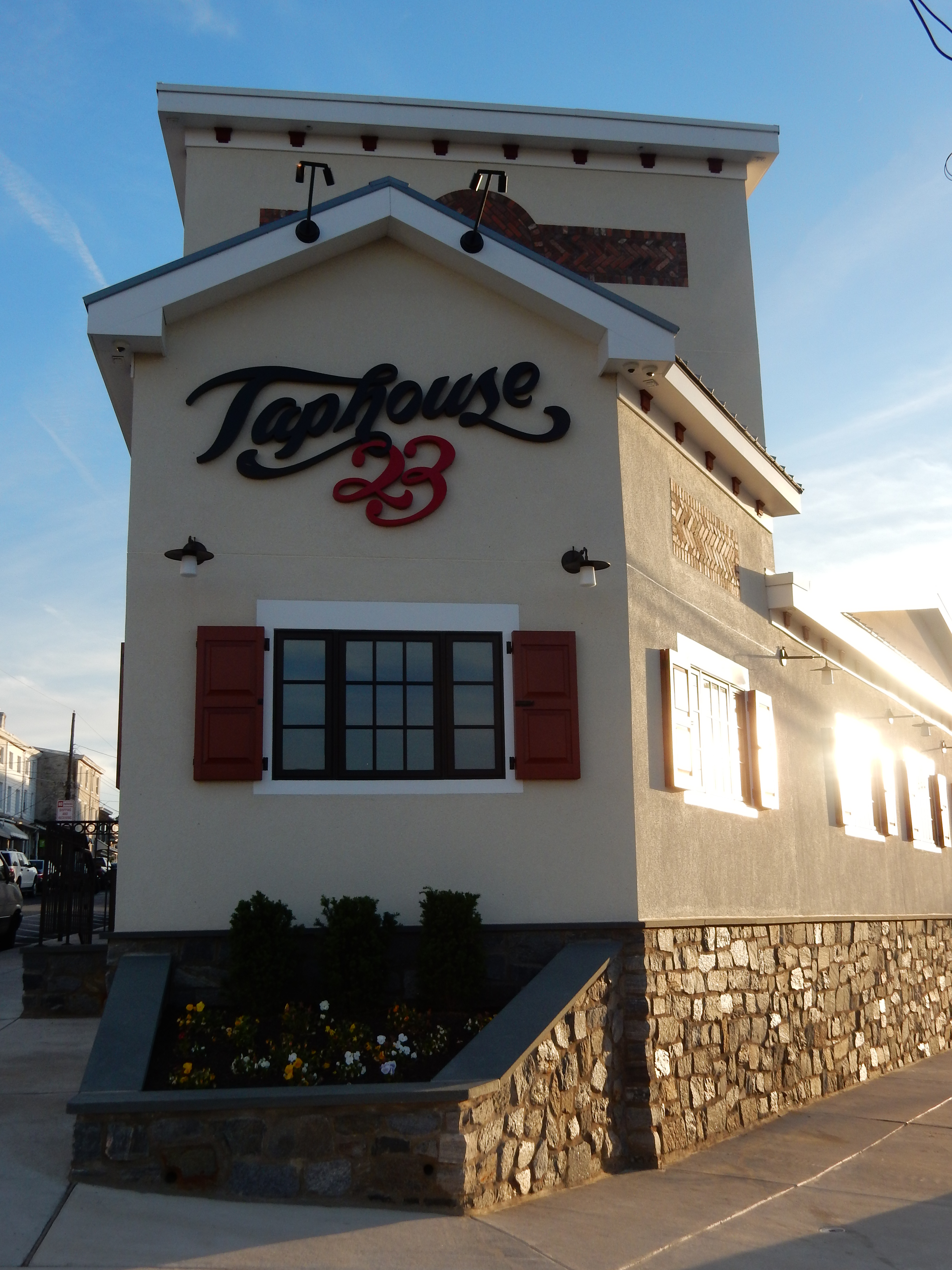
E. 4th St. Taphouse 23.